# Quartier Thabor - Saint-Hélier - Alphonse Guérin
Le quartier Thabor - Saint-Hélier - Alphonse Guérin est un quartier de la ville de Rennes. Comme tout quartier rennais il est composé de plusieurs sous-quartiers :
- Alphonse Guérin
- Fougères - Sévigné
- Saint-Hélier
- Thabor - Paris

## Alphonse Guérin
Bordé au nord par l'avenue Sergent Maginot, ce quartier est composé de deux ensembles distincts, séparés par la Vilaine. Au sud, sur la rive gauche, on trouve principalement des infrastructures ferroviaires : voies ferrées et hangars essentiellement. Sur la rive droite on trouve en bordure du fleuve la promenade des Bonnets Rouges, une promenade appréciée des Rennais qui parcourt tout le sud du quartier et le relie d'une part à Plaine de Baud et d'autre part à Saint-Hélier. Au nord de cette promenade, le nord du quartier est essentiellement une zone d'habitat, composé d'immeubles plutôt imposants sur l'avenue du Sergent Maginot, et davantage de maisons en retrait de cette même avenue. L'autre espace vert du quartier se situe à l'extrémité est du quartier, face à un méandre de la Vilaine. Baptisé Terrasses du Vertugadin, il fait référence fait référence aux pelouses en amphithéâtre. L'aménagement de ces terrasses s'inscrit dans un programme plus global qui concerne l'axe est-ouest, qui borde le nord du quartier Alphonse Guérin. Il est ainsi desservi par les lignes empruntant cette infrastracturure aux stations Pont de Châteaudun, Robidou, et Pont de Strasbourg. Délimité à l'est par le boulevard Villebois-Mareuil, le périmètre du quartier inclut également un ilot où est implanté le collectif artistique L'Elaboratoire. Face à la plaine de Baud, ce secteur est en cours de mutation dans le cadre de la ZAC Baud-Chardonnet.

### Commerces et équipements
- Promenade des Bonnets Rouges
- Complexe sportif Commandant Bougouin
- Lycée Charles Tillon
- Lycée René Laënnec
- École Pablo Picasso
- Espace des 2 Rives

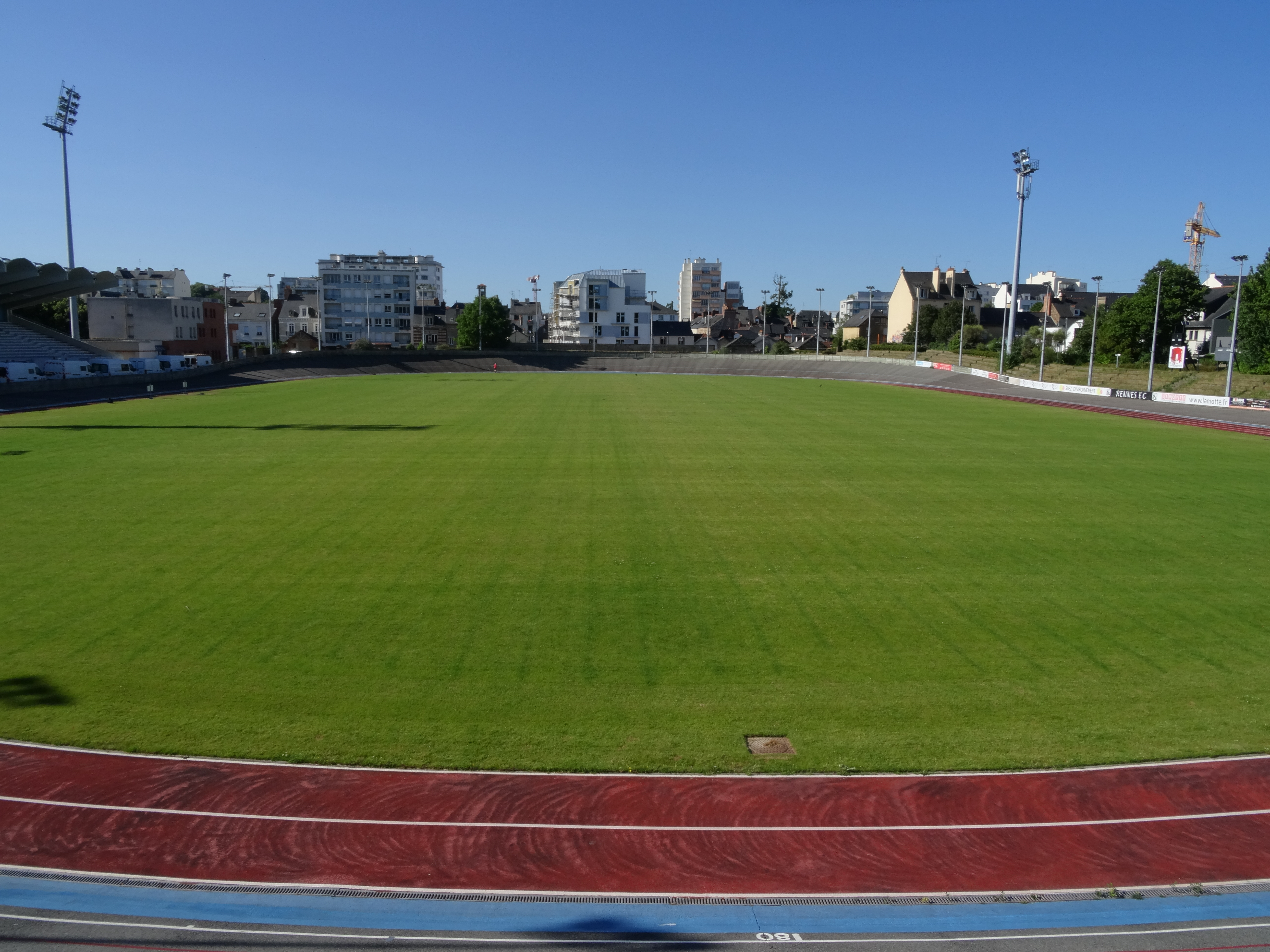
Vélodrome (Stade du Commandant Bougouin)
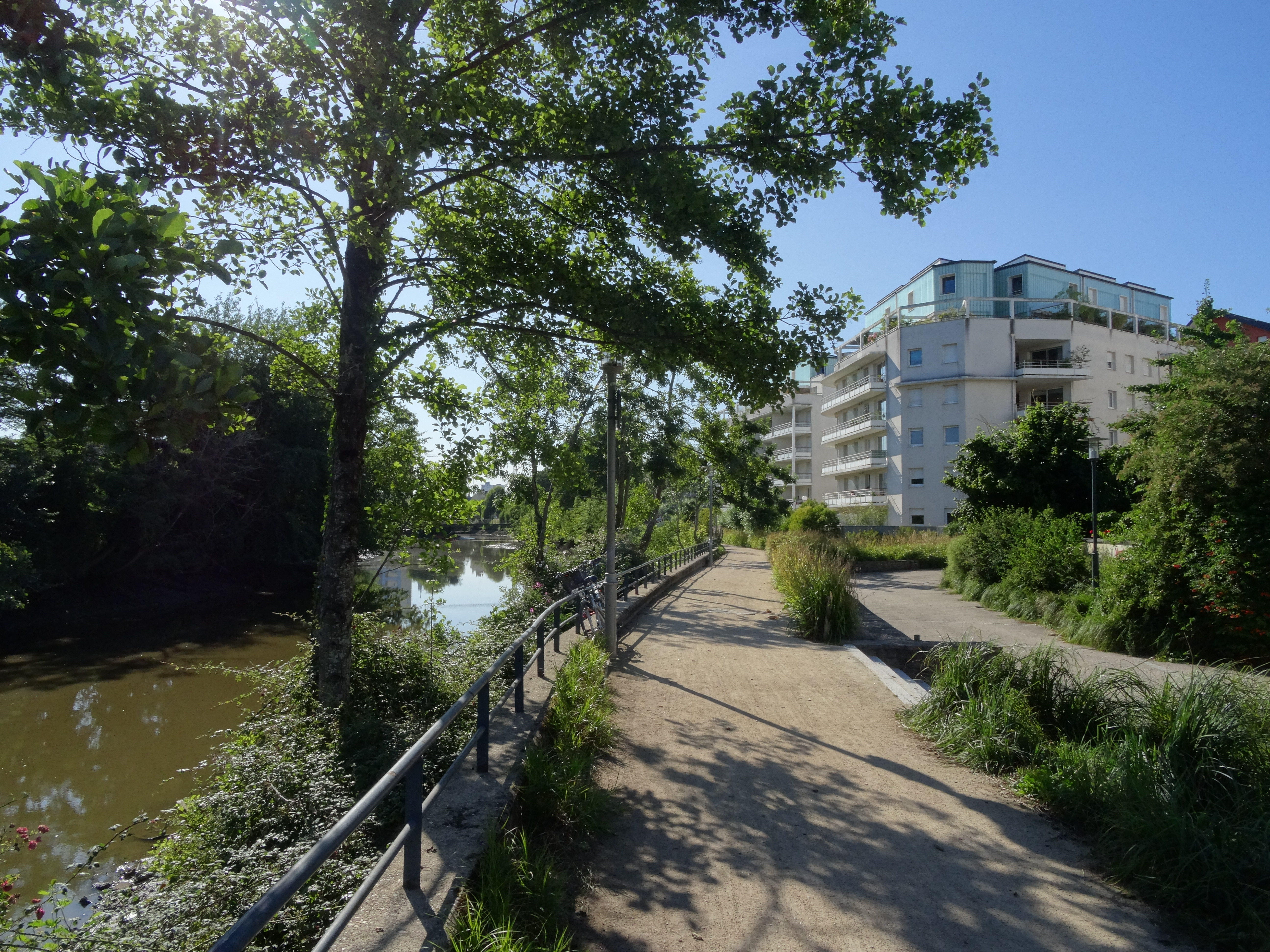
Promenade des Bonnets Rouges
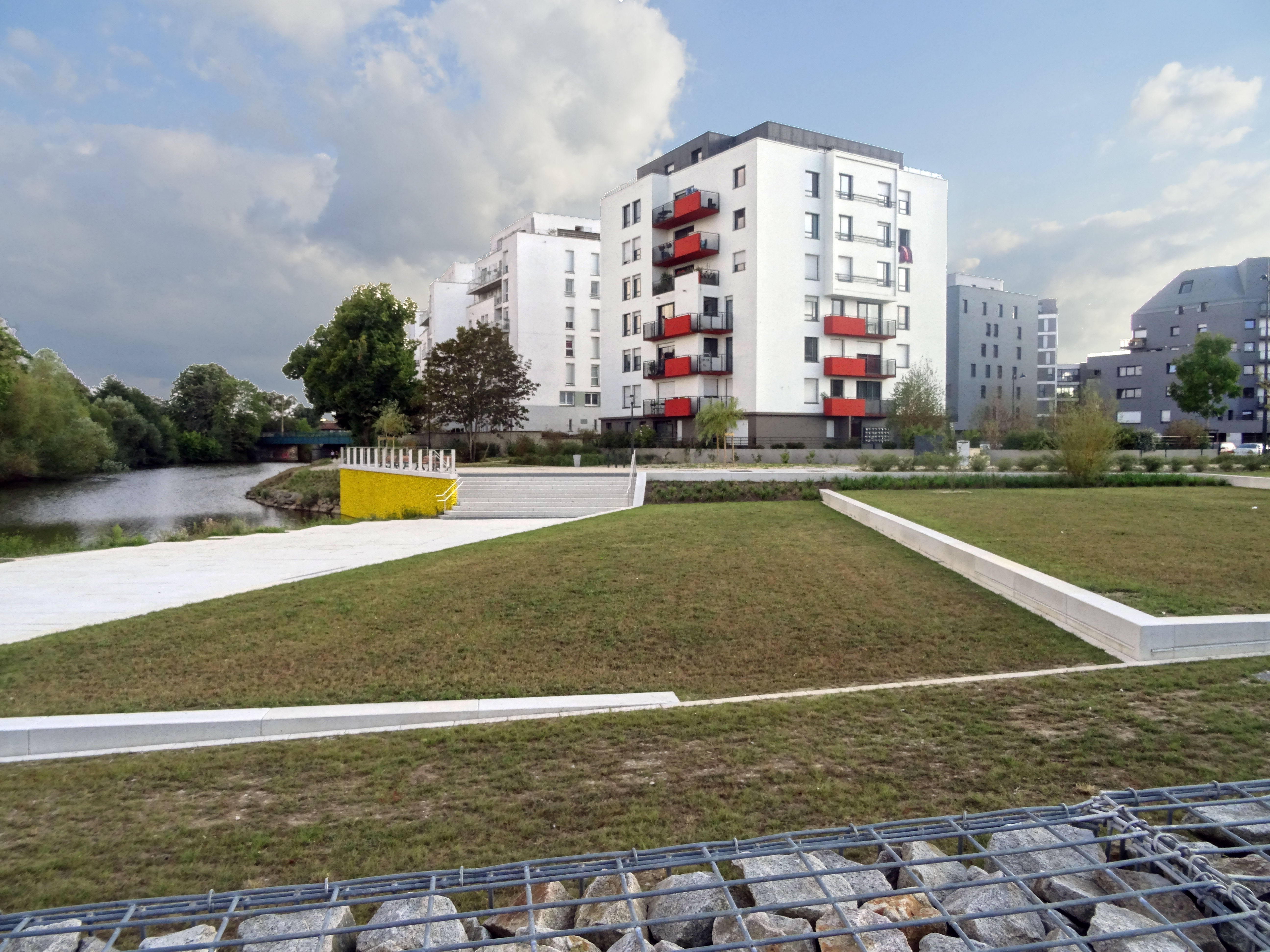
L'est du quartier, à proximité du pont de Strasbourg

### Voies principales
- Rue Alphonse Guérin
- Rue Bertrand Robidou
- Avenue Sergent Maginot
- Boulevard Villebois Mareuil

## Fougères - Sévigné
Situé au nord-est du centre-ville, il s'articule autour de la rue d'Antrain, de la rue Jean Guéhenno (qui se prolonge avec la rue de Fougères) et du boulevard de Sévigné. Le nom du quartier est donc composé de ces deux derniers axes. Fougères - Sévigné est délimité à l'est par les boulevard de Metz et Volney, au nord par les prairies Saint-Martin, au sud par le parc du Thabor. Le centre du quartier est marqué par la présence de plusieurs établissements d'enseignement supérieur avec d'une part la Faculté de droit et science politique et l'IGR-IAE et d'autre part l'IEP de Rennes et l'IPAG.

### Commerces et équipements
- Palais Saint-Melaine
- Station de métro Jules Ferry
- Église Saint-Melaine
- Faculté de droit et de science politique de l'Université de Rennes 1
- Institut d'études politiques de Rennes
- Parc des Tanneurs
- Lycée Jean Macé
- Collège l'Adoration
- École élémentaire l'Adoration
- École élémentaire Camille Claudel
- Cité universitaire Jules Ferry et Sévigné
- IGR-IAE Rennes

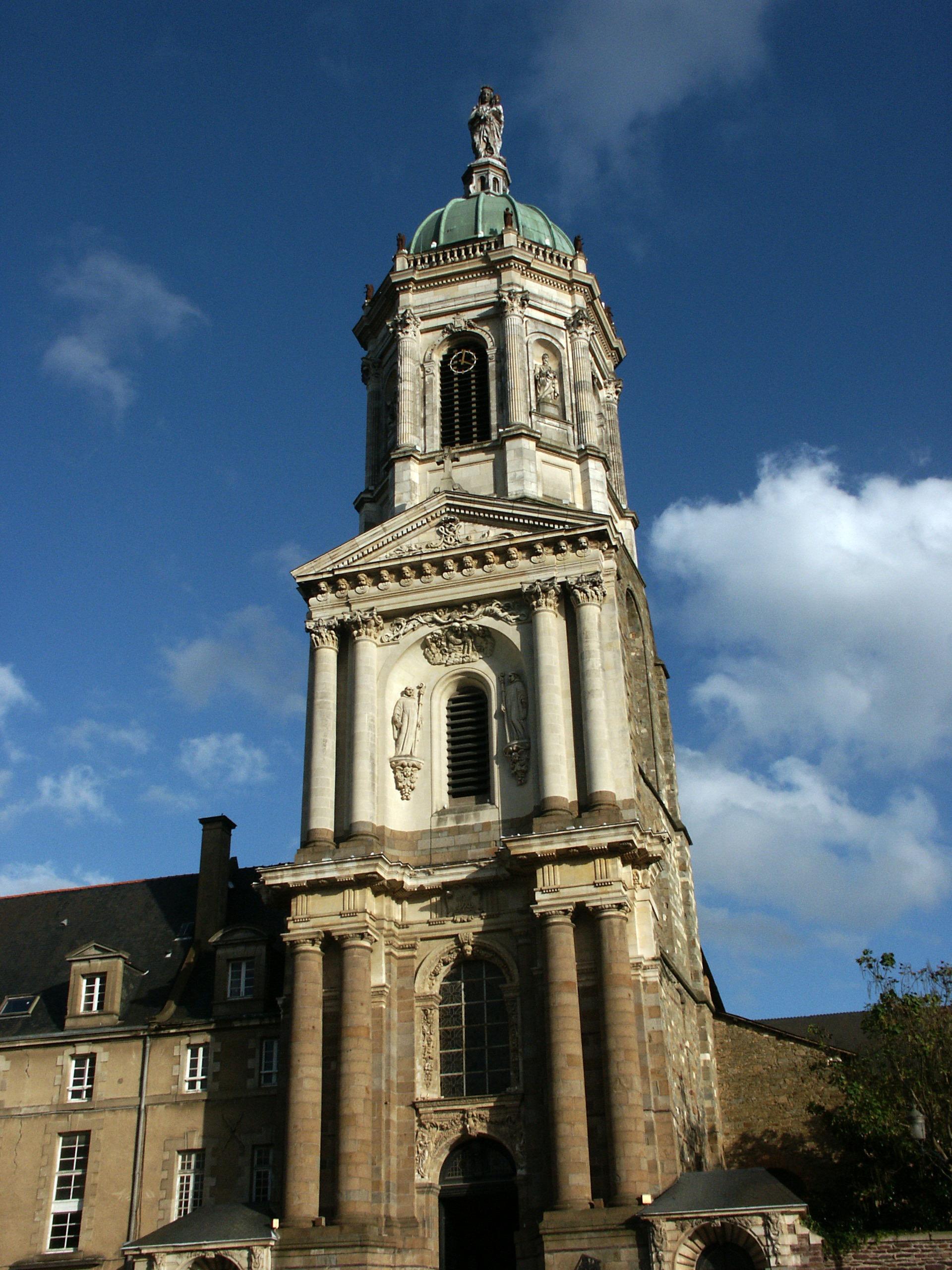
Notre-Dame-en-Saint-Melaine, au sud-ouest du quartier
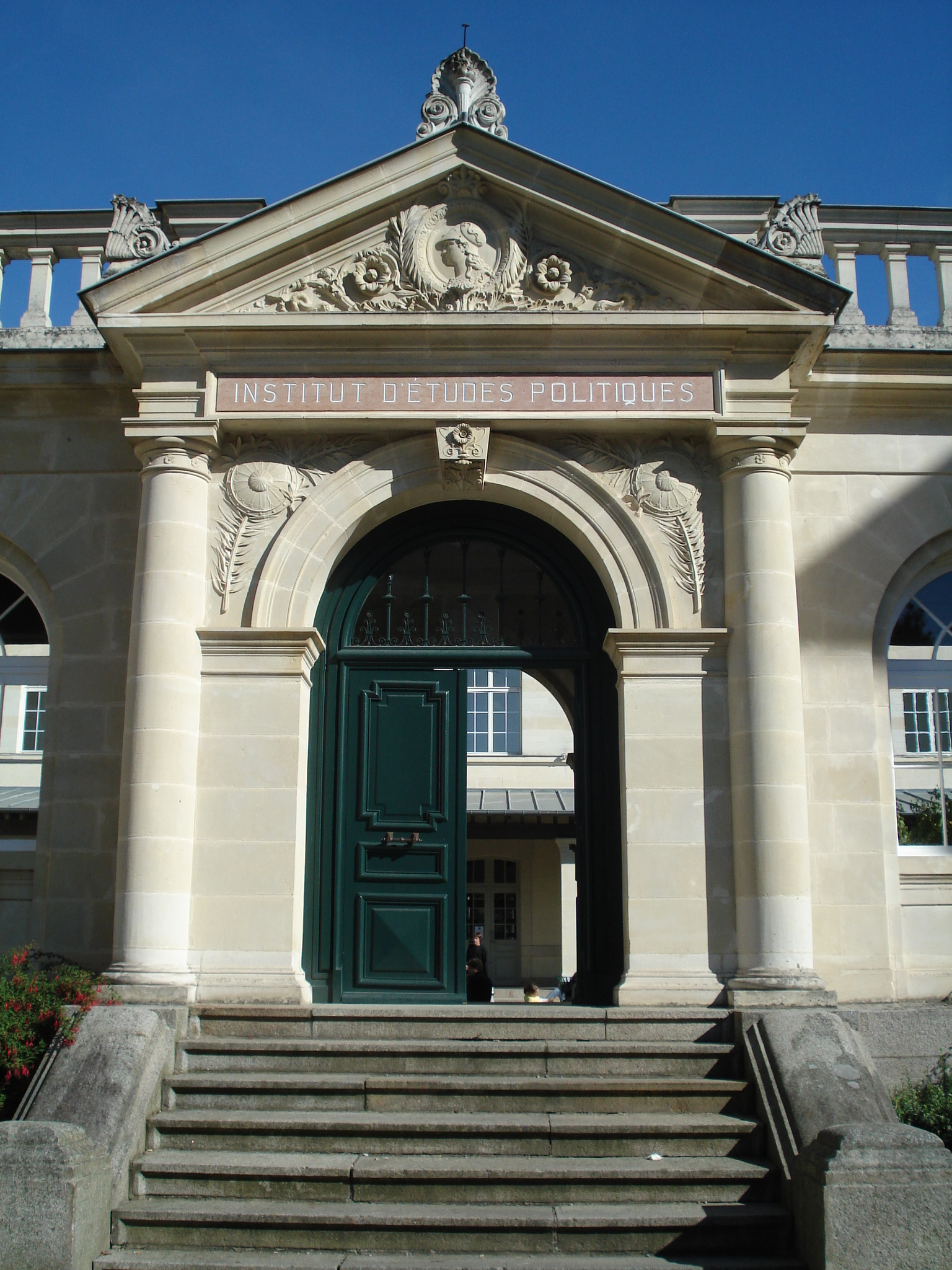
Sciences Po Rennes
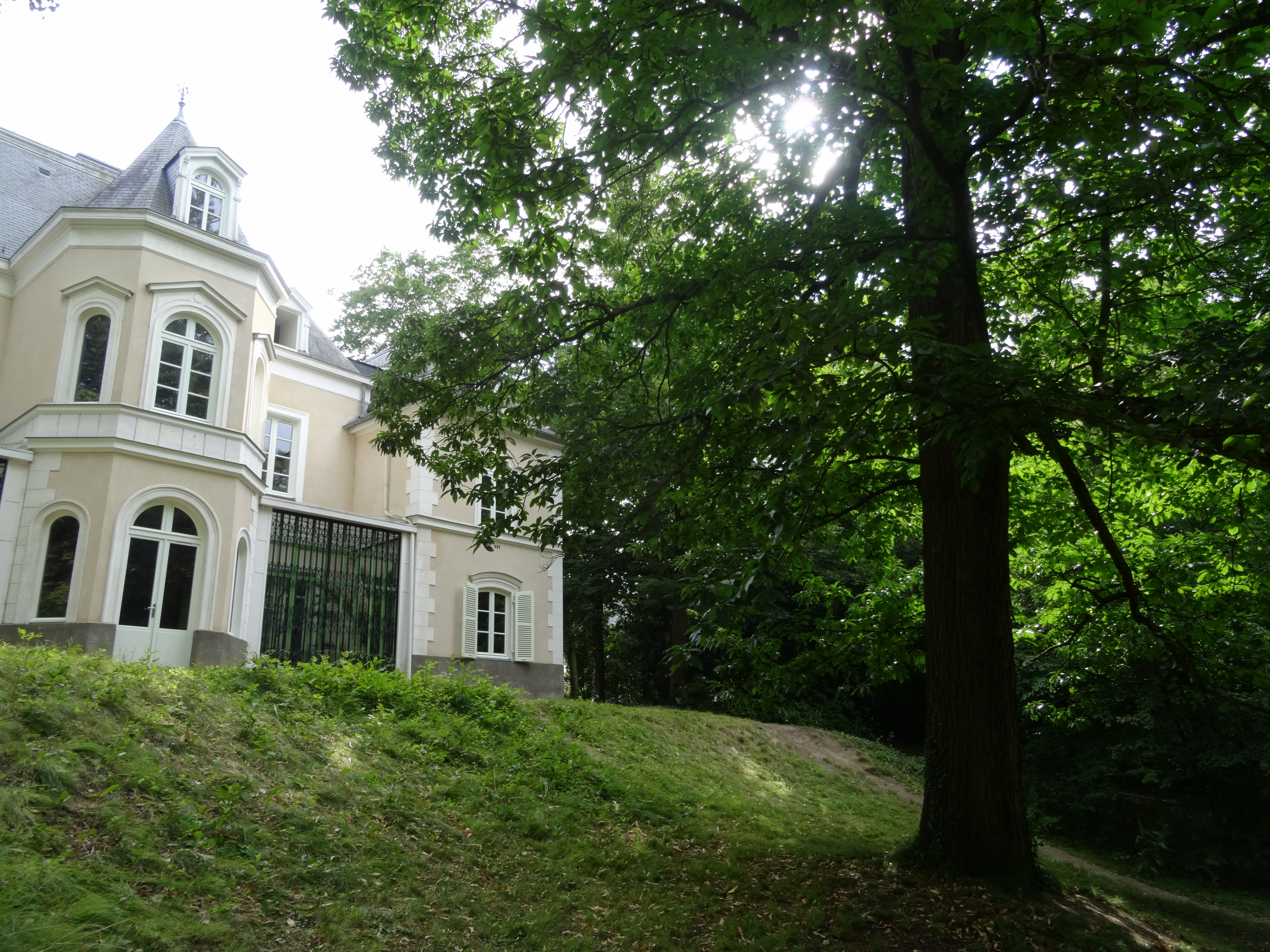
Parc des Tanneurs
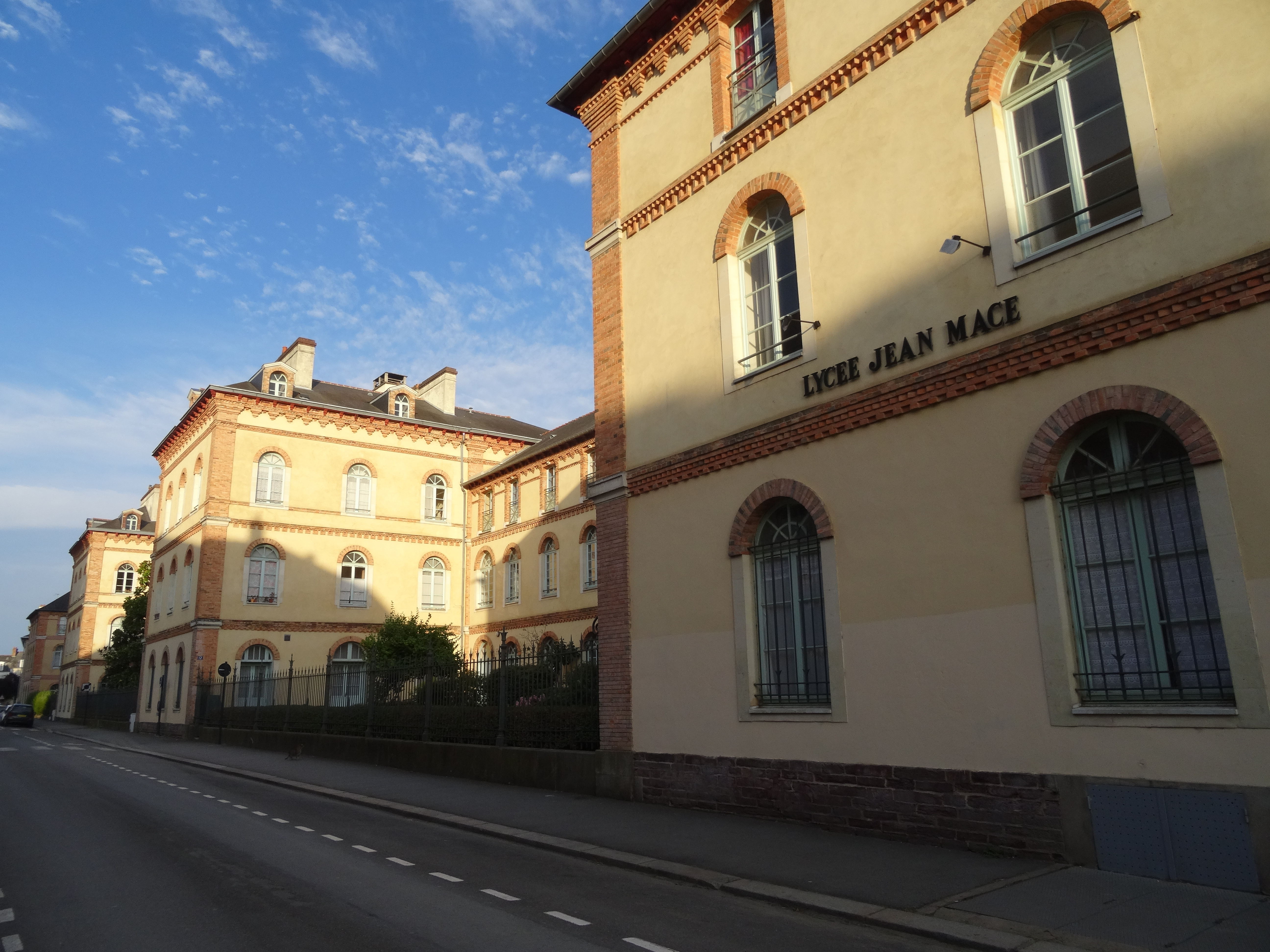
Lycée Jean Macé

### Voies principales
- Rue d'Antrain
- Boulevard de la Duchesse-Anne
- Rue de Fougères
- Rue Jean-Guéhenno
- Boulevard de Sévigné

## Saint-Hélier
Saint-Hélier est un quartier qui jouxte l'est du centre-ville, dont il est séparé par l'avenue Janvier. Il est délimité au nord par la Vilaine (quai de Richemont) et l'avenue du Sergent Maginot, et au sud par le faisceau ferroviaire. Ainsi, une partie du de la gare y est inclus, ainsi que la place de la gare. Dans sa partie nord, Saint-Hélier est marqué par une présence importante de l'eau, on y trouve ainsi de nombreux ponts du fait de la présence de deux îles, entourées par la Vilaine (rue Dupont des Loges). L'axe principal du quartier n'est autre que la rue Saint-Hélier, qui traverse son périmètre selon un axe nord-ouest - sud-est, on l'on trouve de nombreux commerces, ainsi que le Théâtre national de Bretagne. La partie fluviale du quartier est surnommée La Petite Californie, du fait de la spéculation financière dont le quartier fut l'objet au XIXe siècle, peu avant que le chemin de fer n'arrive à Rennes. Le quartier se situait sur l'un des tracés potentiels qui devait amener le train jusqu'à l'emplacement de la gare (ouverte en 1857). Des spéculateurs zélés s'étaient alors rués sur les terrains du quartier, afin d'y installer des entrepôts et autres bâtiments destinés aux industriels qui n'allaient pas tarder à les solliciter. Le tracé passera finalement plus au sud. Contemporains de la fameuse ruée vers l'or en Californie, les spéculateurs ont alors été comparés aux chercheurs d'or, d'où ce surnom[source insuffisante]. Aujourd'hui, Saint-Hélier conserve une implantation industrielle marquante avec les Grands Moulins de Rennes. 

### Commerces et équipements
- Gare de Rennes
- Station de métro Gares
- Théâtre national de Bretagne
- L'Ubu, salle de musiques actuelles
- École supérieure de commerce et management
- Square des Français Libres
- Hôpital Saint-Hélier
- École Faux-Pont
- Cités universitaires : Saint-Hélier, La Gare.

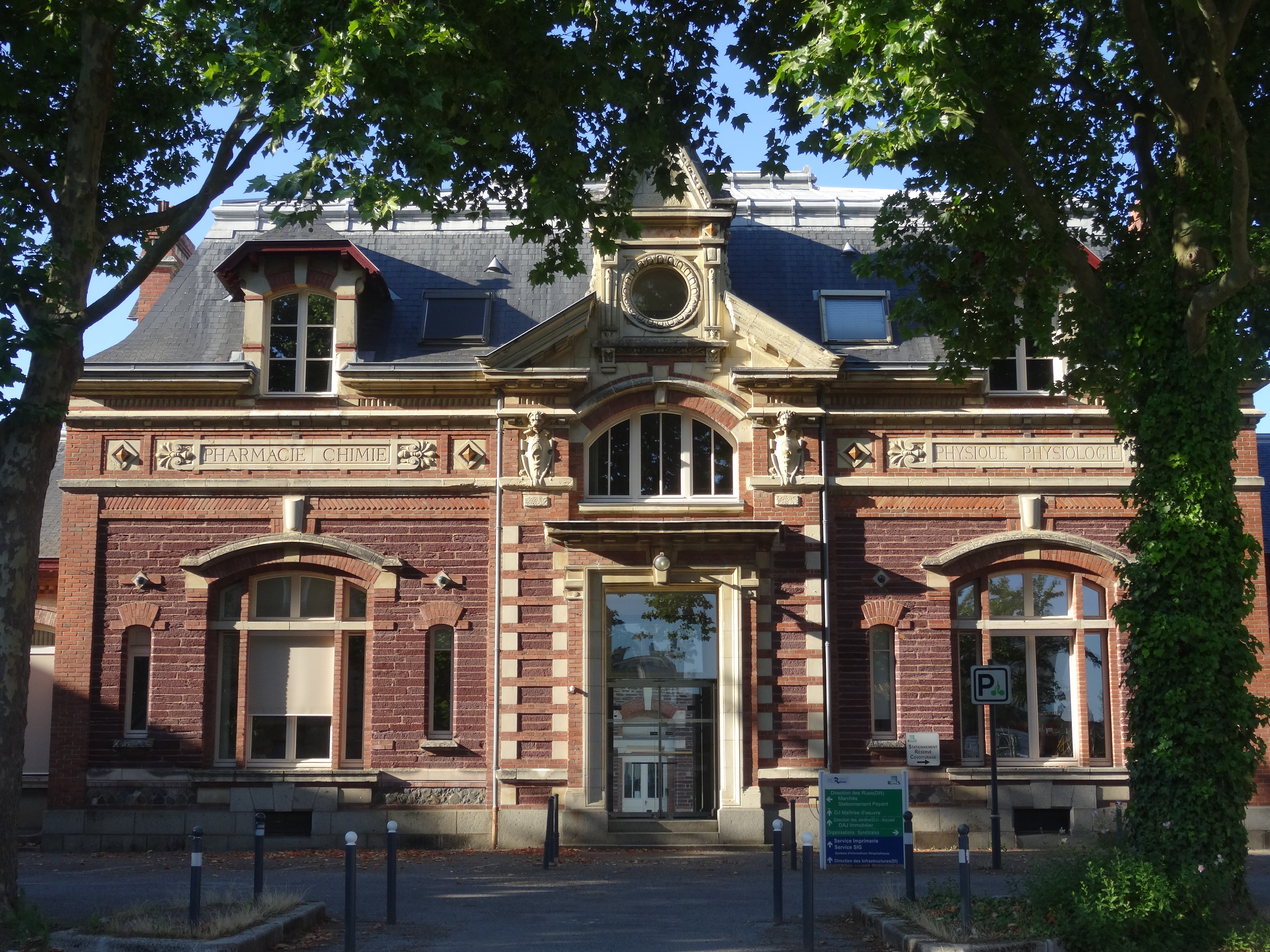
Ancienne faculté de pharmacie
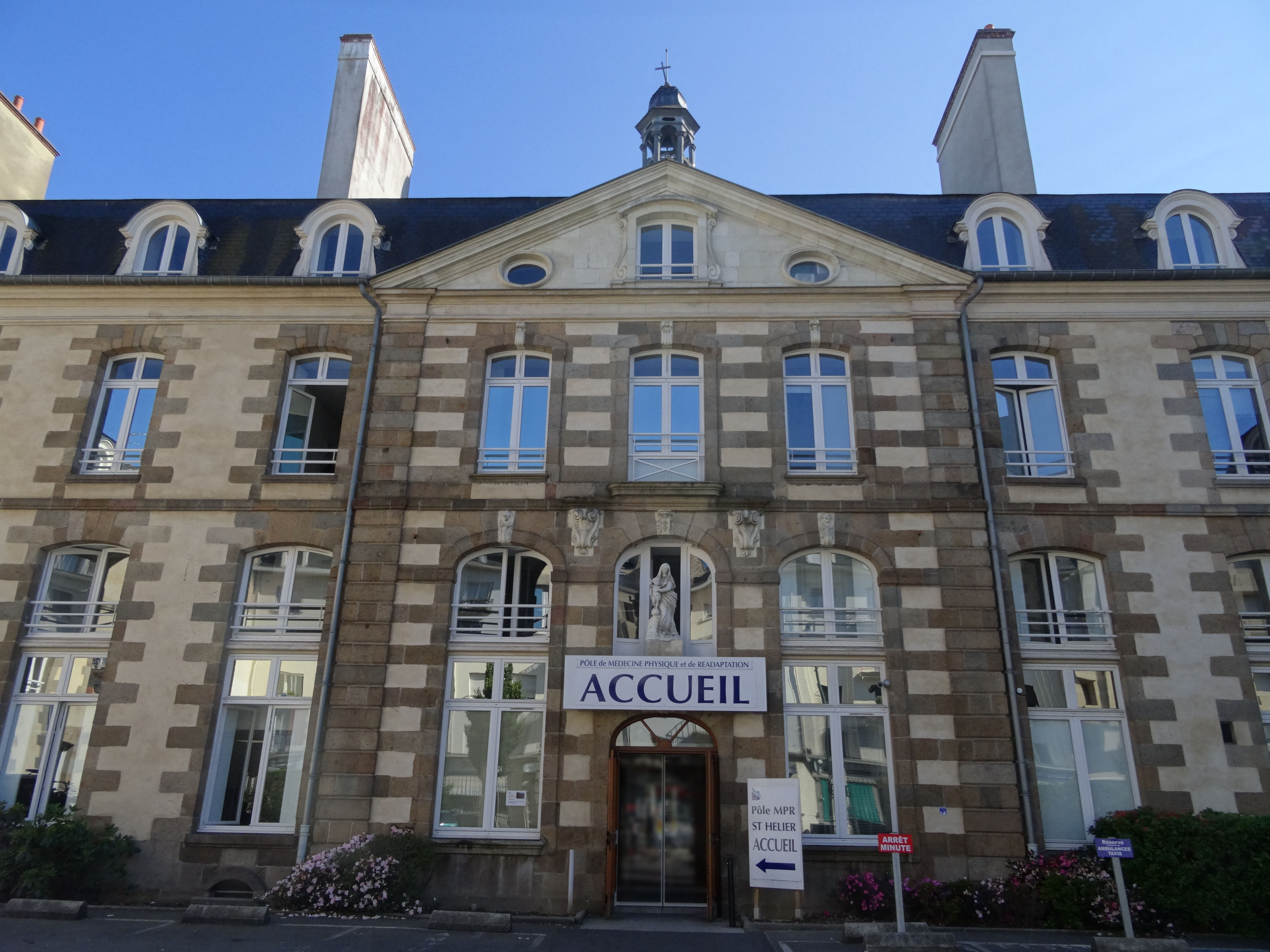
Hôpital Saint-Hélier
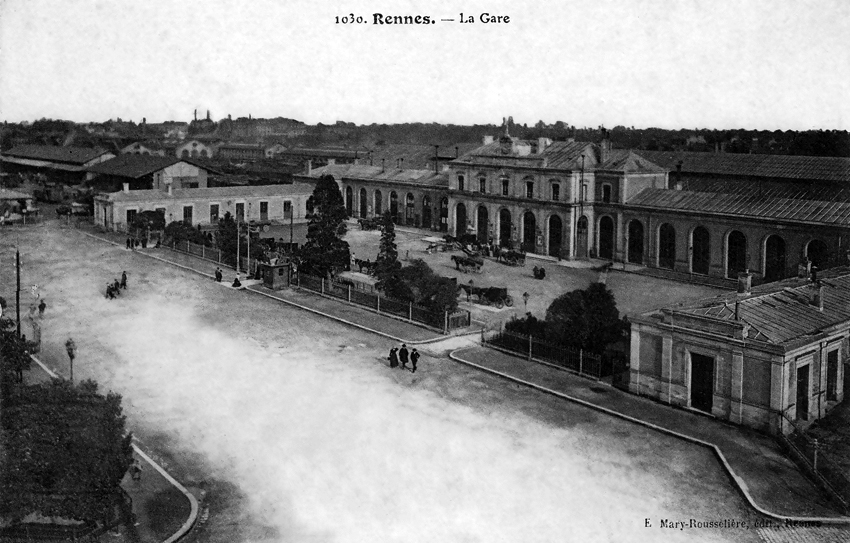
L'esplanade nord de la gare vers 1900
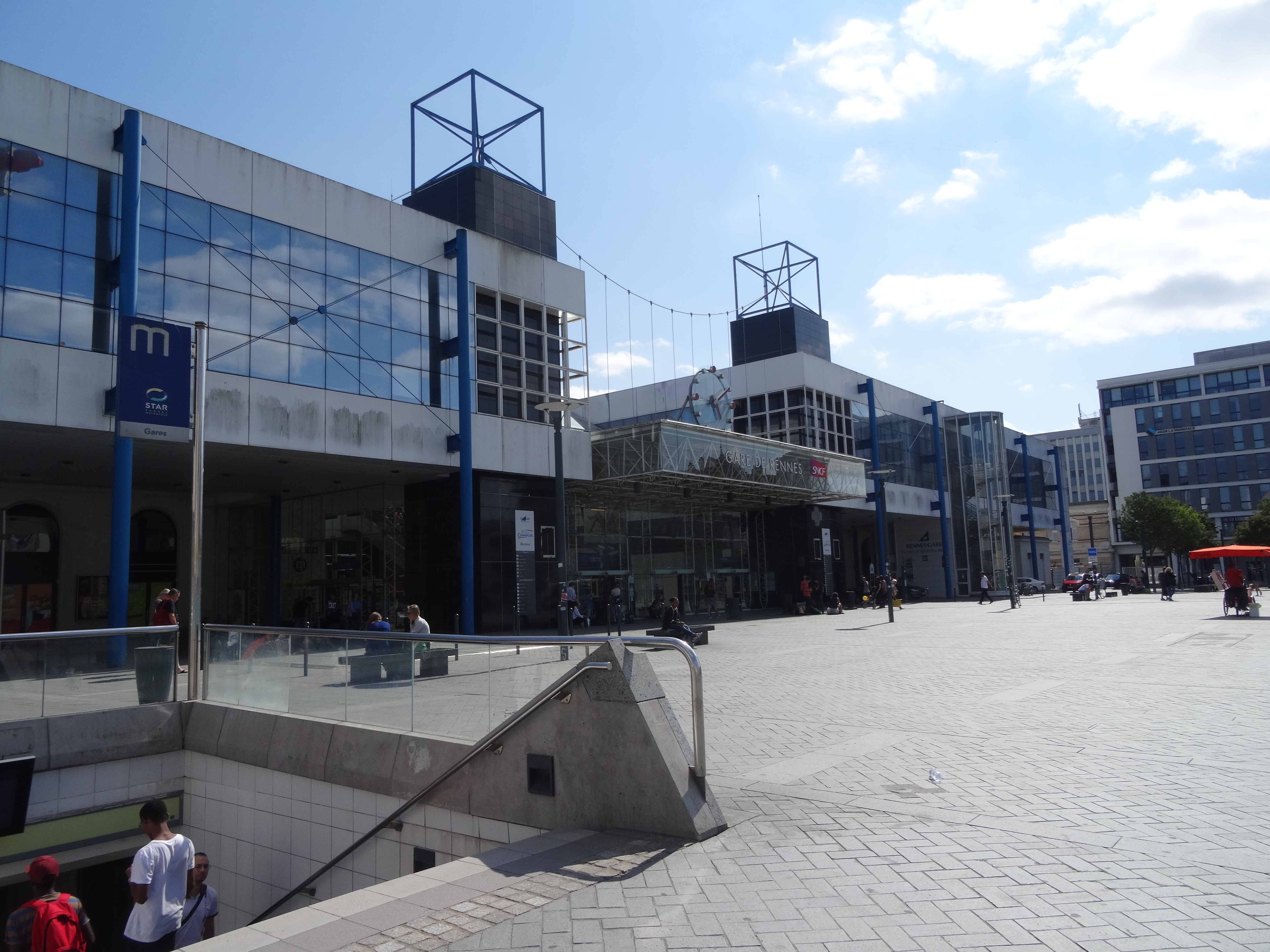
L'esplanade nord de la gare en 2015
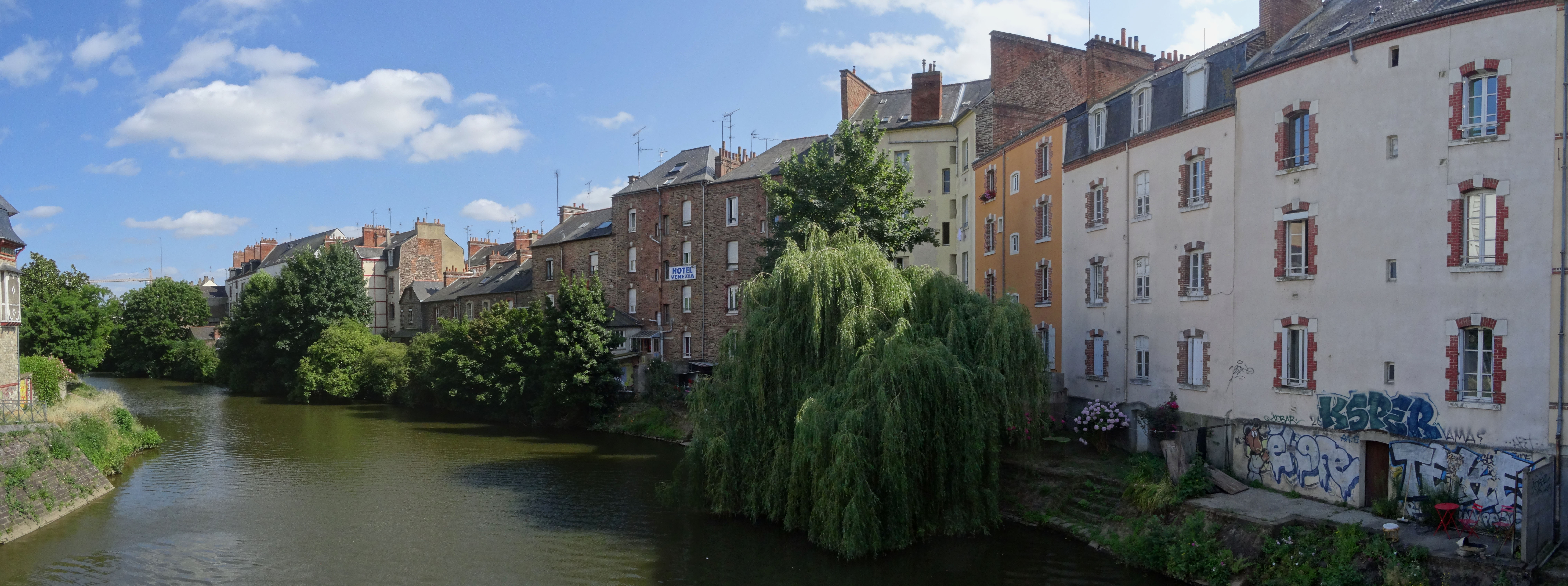
Saint-Hélier depuis le quai de Richemont

### Voies principales
- Rue Dupont-des-Loges
- Boulevard René-Laënnec
- Rue Saint-Hélier
- Boulevard Solférino

## Thabor - Paris
Il s'agit d'un quartier péricentral, délimité à l'ouest par la rue Gambetta et à l'est par le boulevard de Strasbourg. Le quartier du Thabor est desservi par la rue de Paris qui traverse tout le quartier d'est en ouest. L'autre axe traversant le quartier est la rue de Châteaudun qui va du nord au sud. Proche du centre-ville, ce quartier plutôt huppé est marqué par la présence de deux parcs, celui du parc du Thabor qui donne son quartier, et également le parc Oberthür, ancien jardin de la propriété Oberthür, à la tête d'une imprimerie. Moins célèbre que le Thabor, celui-ci accueille néanmoins une variété botanique particulièrement riche. Deux autres espaces verts sont présents tout à l'ouest du quartier avec le square de La Motte et le jardin Saint-Georges, en bordure de la rue Gambetta.

### Commerces et équipements
- Hôtel Pasteur

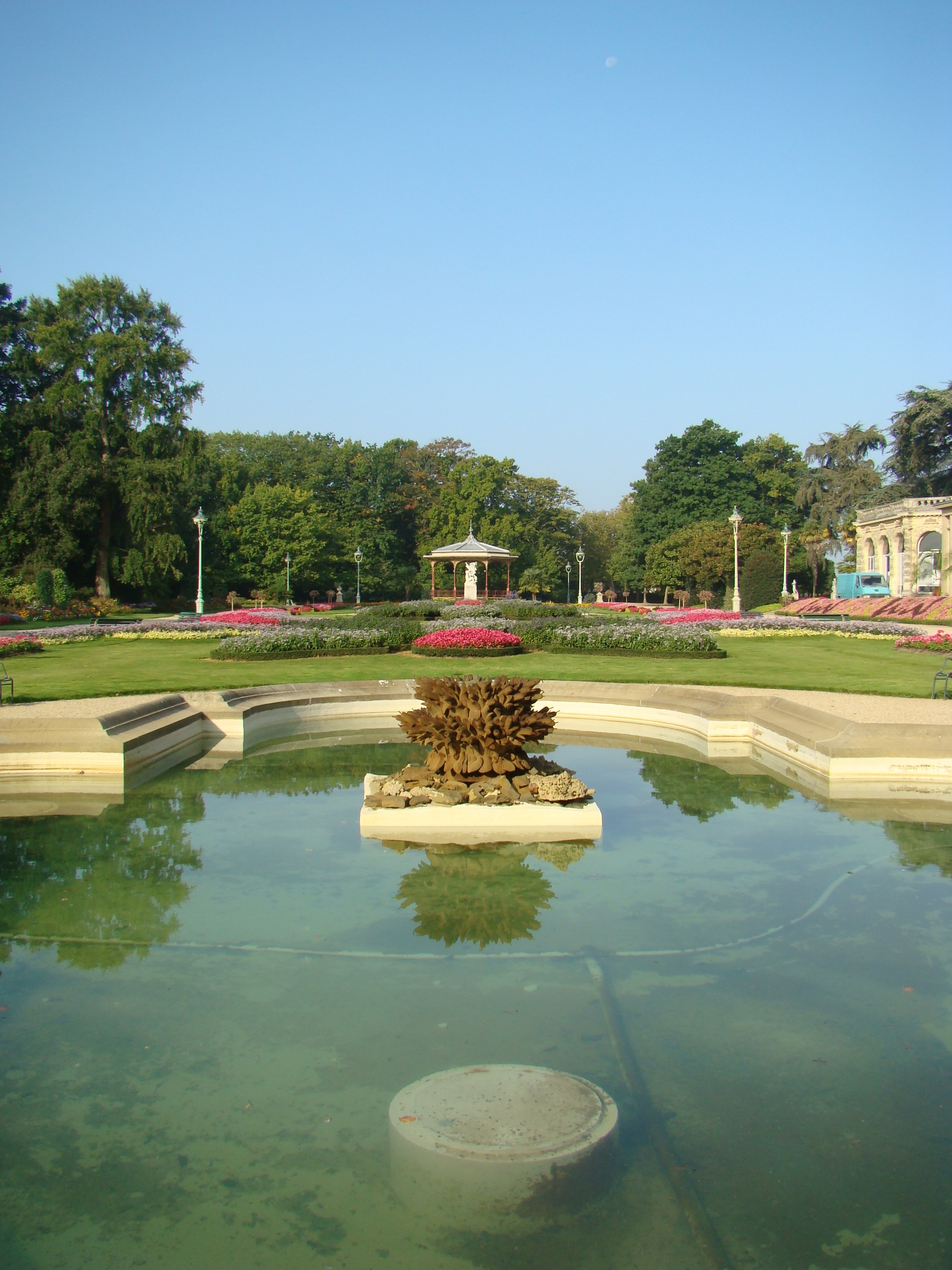
Parc du Thabor
- Parc Oberthür
- Square de La Motte
- Bibliothèque Lucien Rose
Palais Saint-Georges
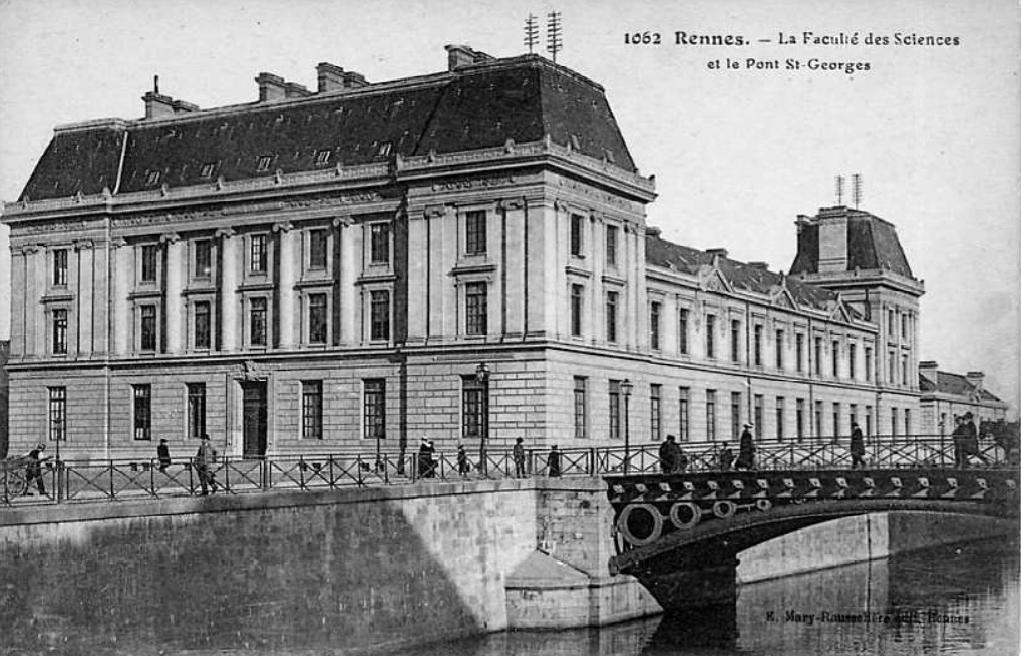
Hôtel Pasteur
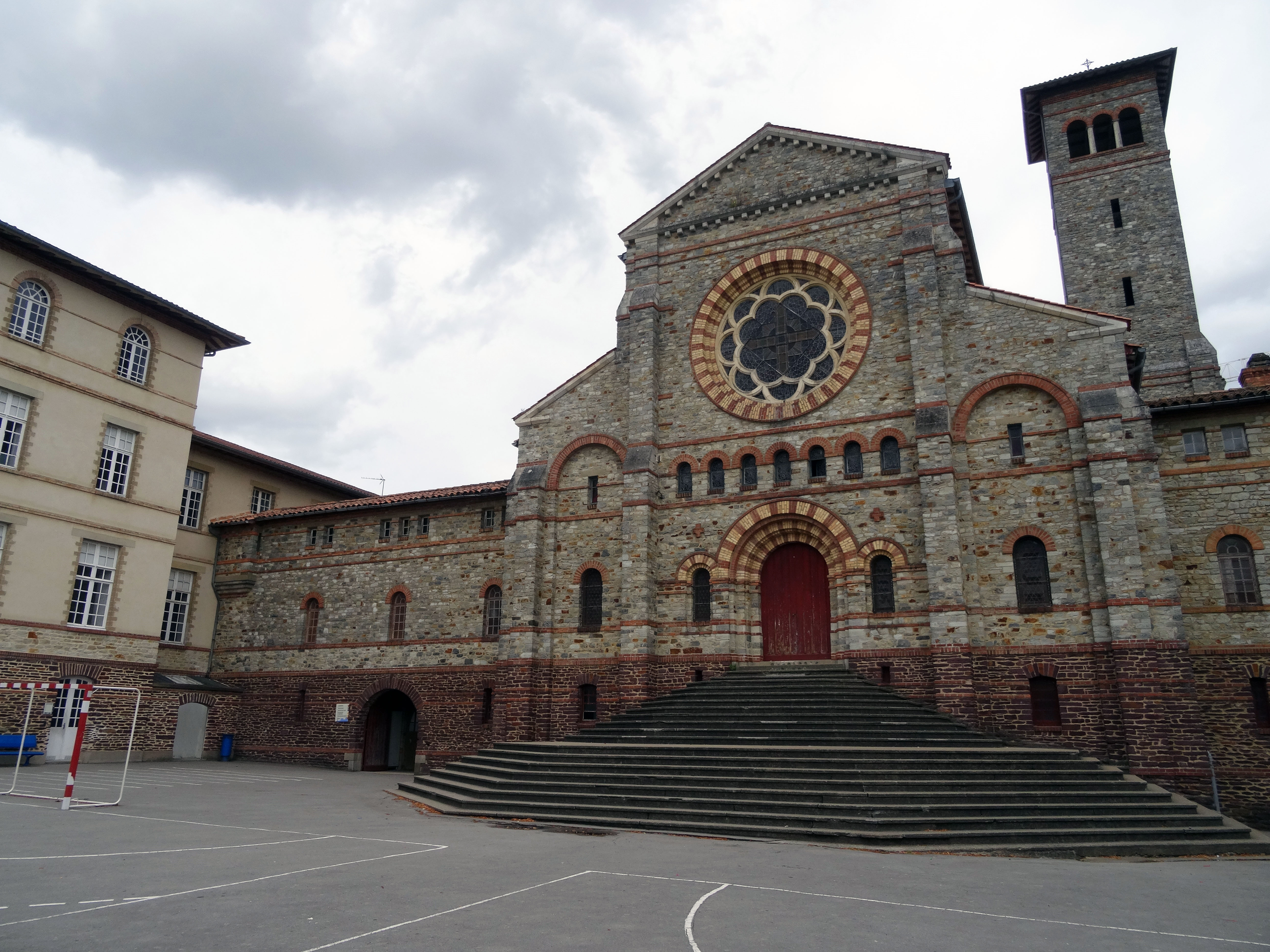
Chapelle du lycée Saint-Vincent de Rennes
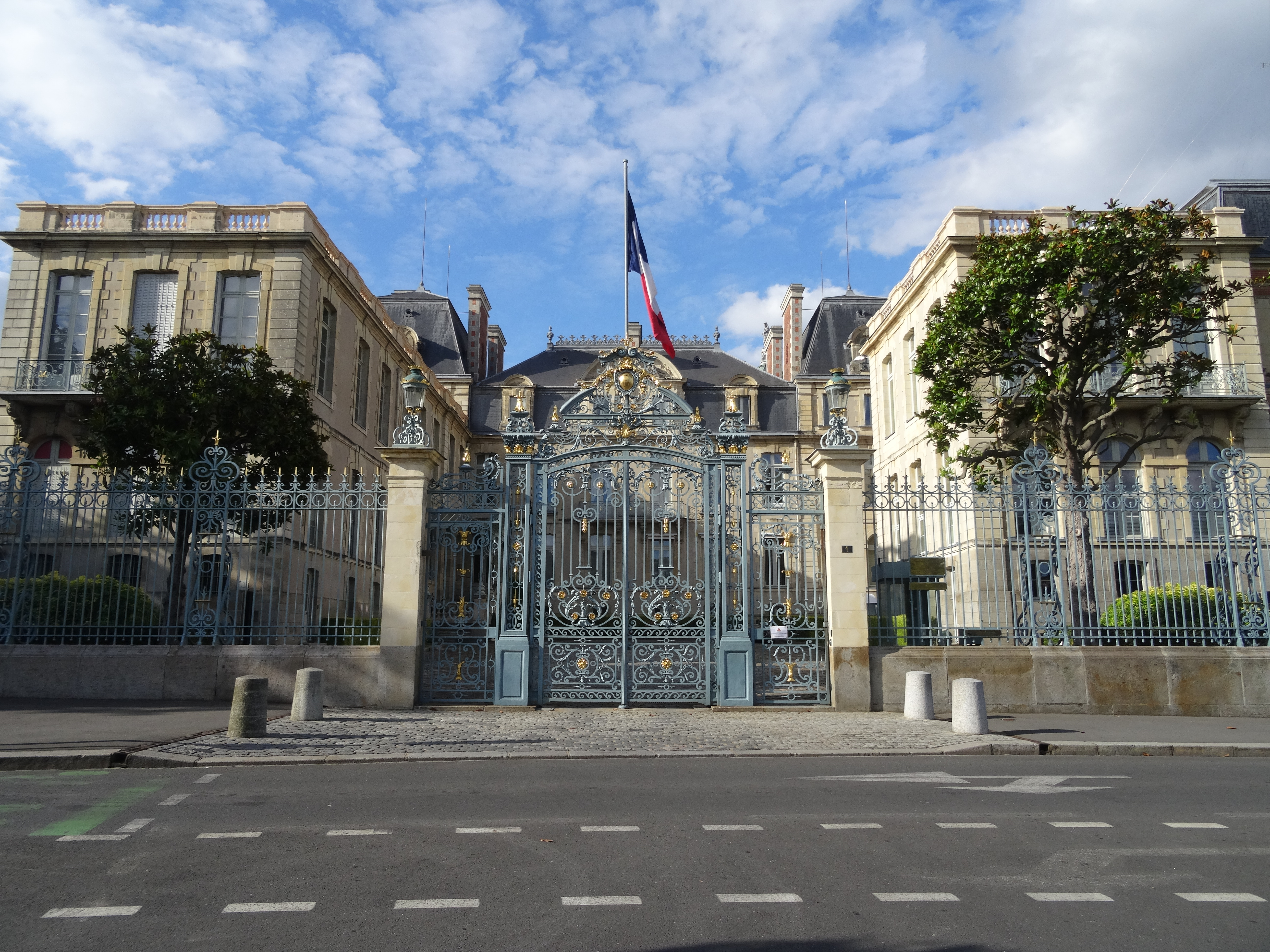
Hôtel de la préfecture de la région Bretagne
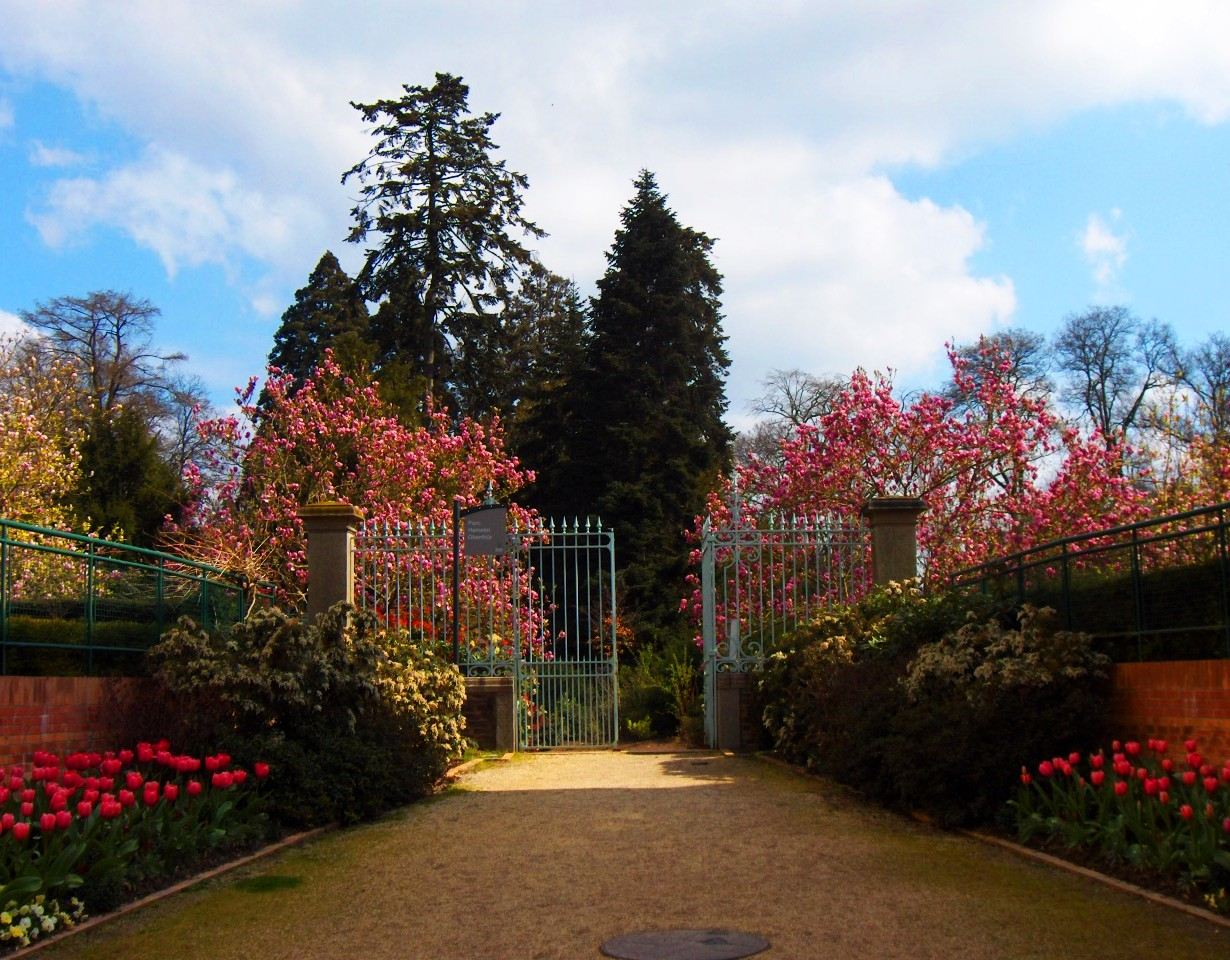
Parc Oberthür

- Piscine Saint-Georges
- Lycée Saint-Vincent Providence
- Collège Anne de Bretagne
- École Duchesse Anne
- École Jean Zay

- Parc du Thabor
- Palais Saint-Georges
- Hôtel Pasteur
- Chapelle du lycée Saint-Vincent de Rennes
- Hôtel de la préfecture de la région Bretagne
- Parc Oberthür

### Voies principales
- Avenue Aristide-Briand
- Rue de Châteaudun
- Rue Paul-Bert
- Rue de Paris